# Musette (muzyka)

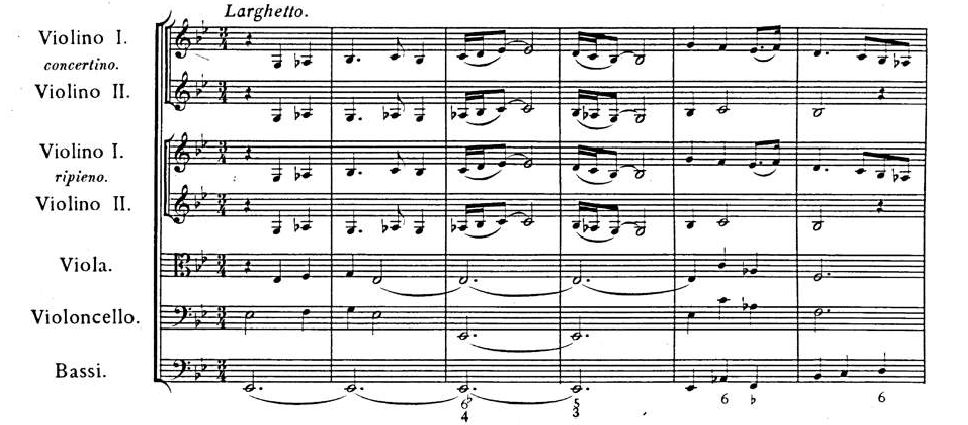
Musette z Concerto grosso Op.6 No.6 (HWV324) Händla

Musette – starofrancuski taniec dworski o charakterze ludowym, niekiedy wchodził w skład suity barokowej.
Taniec o spokojnym tempie, w metrum 6/8, 3/4 lub 2/4. Pierwotnie grany na instrumencie o tej samej nazwie, z charakterystycznym stałym brzmieniem dźwięku burdonowego w basie. Popularny w czasach Ludwika XIV i Ludwika XV.
Musette wchodził czasem w skład suity barokowej, zwykle jako część środkowa (trio) innych tańców, np. menueta. Występuje m.in. w operach Callirhoé (1712) Destrouchesa, Les âges (1718) Campry, Bastien i Bastienne (1768) Mozarta, a także w Alcina (1735) Händla oraz jego Concerto grosso, op. 6 (1739).
Musette był komponowany także na instrumenty klawiszone. Jednym z najbardziej eleganckich przykładów są dwie kompozycje na klawesyn François Couperin – Muséte de Choisi i Muséte de Taverni (1722) wykonywane bezpośrednio jedna po drugiej. Początek Muséte de Taverni przypomina rustykalne brzmienie dwóch dud.
Jan Sebastian Bach również skomponował kilka utworów w stylu musette, np. Gavotte ou la musette w III suicie angielskiej g-moll, BWV 808 oraz forlana w I Suicie orkiestrowej C-dur, BWV 1066.
W XX w. forma musette była wykorzystana przez Selima Palmgrena w Country Dance (Musette) (1922) oraz przez Arnolda Schönberga w Suicie na fortepian (1921–1923), jego pierwszym utworze dodekafonicznym.